# Aeollanthus neglectus
Aeollanthus neglectus là một loài thực vật có hoa trong họ Hoa môi. Loài này được (Dinter) Launert mô tả khoa học đầu tiên năm 1957.